# Gotthold Rhode

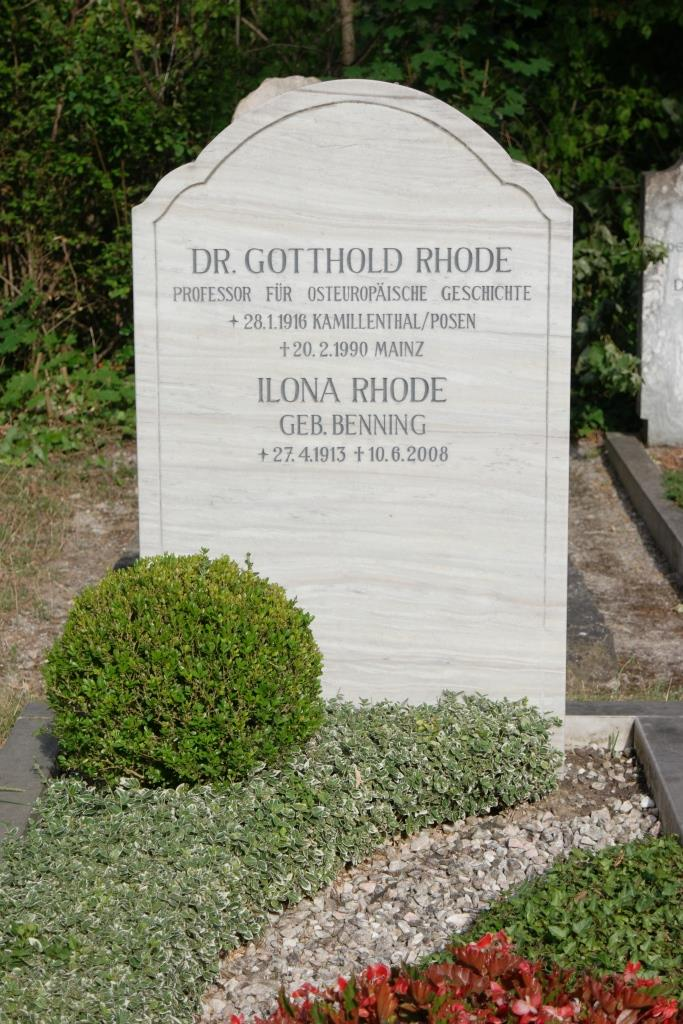
Grobowiec na Cmentarzu Głównym w Moguncji

Gotthold Rhode (ur. 28 stycznia 1916 w miejscowości Myje (niem. Kamillental) k. Ostrzeszowa, zm. 20 lutego 1990 w Moguncji) – historyk stosunków polsko-niemieckich, przedstawiciel nurtu Ostforschung, syn historyka Kościoła Arthura Rhodego.

## Życiorys
Był najmłodszym z sześciorga dzieci pastora i teologa ewangelickiego Arthura Rhodego (1868–1967) i jego żony Marty z domu Harhausen. Wraz z rodzicami mieszkał w Poznaniu, po roku 1918 pozostał w tym mieście jako obywatel Polski i członek niemieckiej mniejszości. Uczęszczał do prywatnego gimnazjum niemieckiego; w roku 1934 zdał polską maturę.
Od roku 1934 Rhode jako obywatel polski studiował w III Rzeszy. Rozpoczął studia historyczne na Uniwersytecie Friedricha Schillera w Jenie, gdzie został członkiem protestancko-konserwatywnego zrzeszenia studentów Kyffhäuser-Verband der Vereine deutscher Studenten. W roku 1936 przeniósł się na Uniwersytet Ludwika i Maksymiliana w Monachium, gdzie studiował dziennikarstwo, a w 1937 na Uniwersytet Albrechta w Królewcu. Tam pracował we wschodnim oddziale Zrzeszenia Studentów Rzeszy (Reichsstudentenführung). W semestrze zimowym 1937/1938 przeszedł na Śląski Uniwersytet Fryderyka Wilhelma w Breslau, gdzie pogłębił swoją wiedzę w sprawach historii wschodniej Europy i uzyskał doktorat na podstawie pracy Brandenburg Preußen als Schutzherr von Minderheiten in der Republik Polen („Pruska Brandenburgia jako opiekun mniejszości w Rzeczypospolitej Polskiej”). W roku 1952 Rhode przyznał, że od początku starał się działać na rzecz niemczyzny na Wschodzie.
Od 1 kwietnia 1939 do maja 1945 Rhode był zatrudniony w Instytucie Europy Wschodniej we Wrocławiu jako referent do spraw polskich. Po wybuchu II wojny światowej zameldował się ochotniczo i do 1 listopada 1939 działał jako tłumacz w stopniu Sonderführera. W listopadzie 1939 otrzymał obywatelstwo niemieckie, a 1 stycznia 1940 został członkiem NSDAP, z numerem 7 942 413.
Od listopada 1939 do stycznia 1940, na polecenie gubernatora dystryktu krakowskiego, Ottona Wächtera, pracował w oddziale planowania przestrzennego. Ponownie zgłosił się ochotniczo do służby wojskowej i został zatrudniony przy sporządzaniu notatek w sprawach wyznaniowych na potrzeby działu informacji ministerstwa spraw zagranicznych, które miały usprawiedliwiać przemoc w stosunku do Kościoła rzymskokatolickiego. Od wiosny 1941 do końca wojny działał jako tłumacz w stopniu podporucznika na froncie wschodnim.
Po wojnie Rhode, który utracił we Wrocławiu całe swoje mienie, zamieszkał w Bergen (Dolna Saksonia) i utrzymywał się z pracy w rolnictwie, a także jako akwizytor i nauczyciel domowy. Już w roku 1946 Hermann Aubin, jego ostatni zwierzchnik we Wrocławiu, zatrudnił go na Uniwersytecie w Hamburgu. W roku 1947 otrzymał posadę asystenta, a w roku 1952 habilitował się na podstawie pracy o wschodniej granicy Polski. 
W 1949 był współzałożycielem Ziomkostwa Wisły–Warty (Landsmannschaft Weichsel–Warthe), a w 1950 został dyrektorem (później przewodniczącym rady) nowo utworzonej Komisji Historyczno-Krajoznawczej do spraw Poznania i Żywiołu Niemieckiego w Polsce (Historisch-Landeskundliche Kommission für Posen und das Deutschtum in Polen).
Po pracy na stanowisku docenta na Uniwersytecie w Marburgu przejął w roku 1957 katedrę historii Europy Wschodniej na Uniwersytecie w Moguncji, gdzie działał aż do przejścia na emeryturę w roku 1984 jako dyrektor Instytutu Historii Europy Wschodniej, gdzie zajmował się głównie historią stosunków polsko-niemieckich. Był członkiem Polskiego Towarzystwa Naukowego na Obczyźnie.
Zaangażował się w opracowanie zaleceń dla podręczników szkolnych, utrzymywał kontakty z polskimi historykami (Marianem Wojciechowskim, Andrzejem Wojtkowskim i Gerardem Labudą), a także polskimi historykami na emigracji (Oskarem Haleckim). W roku 1965 wydał Kleine Geschichte Polens („Mała historia Polski”), w latach 1967–1990 był współwydawcą „Zeitschrift für Ostmitteleuropa-Forschung” („Czasopismo Badań nad Europą Środkowo-wschodnią”). Był promotorem pracy doktorskiej Stanisława Potrzebowskiego na temat Zadrugi jako ruchu volkistowskiego.
Po zakończeniu działalności pedagogicznej został wybrany na prezesa Rady Badawczej im. Johanna Gottfrieda Herdera (J.G. Herder-Forschungsrat).

## Publikacje (wybór)
- Brandenburg-Preussen und die Protestanten in Polen 1640–1740. Ein Jahrhundert preussischer Schutzpolitik für eine unterdrückte Minderheit. Hirzel, Leipzig 1941 (praca doktorska na Uniwersytecie Wrocławskim 1939).
- Die Ostgrenze Polens. Politische Entwicklung, kulturelle Bedeutung und geistige Auswirkung. Böhlau, Köln 1955 (praca habilitacyjna, Uniwersytet w Hamburgu 1952).
- Geschichte Polens. Ein Überblick. 3. Auflage, Wissenschaftliche Buchgesellschaft (WBG), Darmstadt 1980, ISBN 3-534-00763-8 (pierwsze wydanie pod tytułem Kleine Geschichte Polens. WBG, Darmstadt 1965).
- (wydawca) Tausend Jahre Nachbarschaft. Bd. 1: Deutsche in Südosteuropa. Bruckmann, München 1981, ISBN 3-7654-1831-5.
- (wydawca) Juden in Ostmitteleuropa von der Emanzipation bis zum Ersten Weltkrieg. Johann-Gottfried-Herder-Institut, Marburg 1989, ISBN 3-87969-212-2.